# San Giusto Canavese
San Giusto Canavese (piemontiul: San Giust) település Olaszországban, Lombardia régióban, Torino megyében. Lakosainak száma 3241 fő (2023. január 1.). San Giusto Canavese Feletto, Foglizzo, San Giorgio Canavese és Bosconero községekkel határos.

## Népesség
A település népességének változása:
| Lakosok száma | 3383 | 3351 | 3241 |
|               | 2017 | 2018 | 2023 |